# Sara Bernat
Sara Bernat, també coneguda pel malnom d'«huracà de Terrassa», (Barcelona, 8 de març de 1976) és una exactriu de cinema pornogràfic catalana. Fou parella sentimental de l'actor i director porno Nacho Vidal.
Bernat nasqué a Barcelona, encara que és natural de la ciutat de Terrassa, per aquesta raó li han atribuït el sobrenom d'«huracà de Terrassa». Començà a treballar en la prostitució de molt jove. A 18 anys començà una relació sentimental amb Nacho Vidal, i tots dos s'estrenaren junts al món del cinema porno a la Sala Bagdad de Barcelona, perquè ella deixés la seva professió.